# 신동욱 (1968년)
신동욱(1968년 2월 14일 ~ )은 대한민국의 정치인이다.

## 학력
경상남도 산청군 금서초등학교, 부산광역시 사상구 사상중학교, 부산 성도고등학교 등을 졸업하고, 남서울대학교 광고홍보학과를 학사 학위하였다.
그 뒤 호서대학교로 진학, 호서대학교 벤처전문대학원 벤처기술경영학 석사학위를 받았다.

## 경력
거원시네마에 입사했다가 1998년에는 영화 수입회사 씨뉴필름을 설립했다. 성인 애니메이션 '난 이상한 사람과 결혼했다'를 수입해 상당한 돈을 벌었다.
이후 백석문화대학 겸임교수(2005년~2009년 10월), 여의도연구소 디지털자문위원장, 한나라당 중앙당 전국위원, 사단법인 한국벤처창업학회 상임이사 등을 지냈다.

## 사생활
1998년 결혼했다가 2004년 이혼했다. 교수 시절이던 2007년 박근혜의 동생 박근령과 약혼했으며, 2008년 10월에 결혼했다. 2006년 전현직 대통령과 개를 비교한 칼럼을 쓰던 중, 자신의 칼럼을 눈여겨 보던 박근령과 만나게 됐다. 이후 육영재단 관련 활동을 하면서 둘 사이가 가까워졌다.

## 정계 입문
2008년 18대 국회의원 총선거에 서울특별시 중랑을 공천에 한나라당 공천자로 입후보하기도 하였다.
2009년 2월부터 5월까지는 박근혜의 미니홈피에 "동생 근령씨가 육영재단 이사장에서 해임되는데 박 전 대표가 배후 역할을 했다"는 등의 비방글을 40여 차례 게시한 것으로 알려졌다. 이에 대해 박근혜는 신동욱을 명예훼손 혐의로 서울중앙지검에 고소했다. 이후 법원은 박근혜를 비방하는 보도자료를 만들어 배포한 혐의(정보보호에 관한 법률상 명예훼손)로 기소된 신동욱에게 징역 6월에 집행유예 2년을 선고했다
이듬해인 2014년 5월에는 공화당을 창당해 총재직을 맡았다. 창당 직전 인터뷰에서 신동욱은 5.16 쿠데타를 '혁명'으로 계승할 뜻을 밝히며, 5.16을 혁명으로 인정하지 않는 새누리당을 비판했다. 5월 9일 신동욱은 신당동 박정희 사저에서 창당대회를 갖고, 서울시청에 있는 분향소에서 세월호 희생자들을 추모했다.
2015년 3월 3일에는 세종로에 보리스 넴초프 전 러시아 부총리 분향소를 설치했다.
강용석과 허경영 그리고 도도맘이라 알려진 사람에게 공화당어벤져스드림팀을 구성하여 2016년 총선에서 공화당 후보로 출마하기를 권유했다.
박근혜대통령의 개성공단 중단지시에 대해 박정희 전 대통령을 떠올리게 하는 신의 한수라 했다.

## 논란
석고대죄 사건
3월 8일에는 피습당한 마크 리퍼트 주한 미국대사가 입원해 있는 신촌 세브라스 병원 앞에서 '석고대죄 단식'을 시작했다.
김연아 비하사건
2015년 8월 17일에는 박근혜 대통령과 손잡는 장면을 교묘히 편집하여 김연아 선수를 팥쥐라고 비하하기 시작했고,
2015년 8월 18일에는 김연아 선수가 노란리본을 달았다고 종북으로 비난했다.

## 역대 선거 결과
| 실시년도 | 선거  | 대수 | 직책     | 선거구      | 정당   | 득표수 | 득표율         | 순위 | 당락 | 비고 |
| -------- | ----- | ---- | -------- | ----------- | ------ | ------ | -------------- | ---- | ---- | ---- |
| 2020년   | 총선  | 21대 | 국회의원 | 서울 종로구 | 공화당 | 57표   | \| \| 0.06% \| | 11위 | 낙선 |      |
|          | 0.06% |      |          |             |        |        |                |      |      |      |